# تأثیر عمیق (فیلم)
برخورد عمیق (انگلیسی: Deep Impact) فیلمی در ژانر علمی–تخیلی به کارگردانی  است؛ که در سال ۱۹۹۸ منتشر شد.

## بازیگران
- رابرت دووال
- تیا لئونی
- الیجاه وود
- ونسا ردگریو
- ماکسیمیلیان شل
- جیمز کرامول
- جان فاورو
- ماری مک‌کورمک
- ریچارد شیف
- لیلی سوبیسکی
- بلیر آندروود
- مورگان فریمن
- مرین دانجی
- کُنچیتا تومِی